# Níger en los Juegos Olímpicos de Barcelona 1992
Níger estuvo representado en los Juegos Olímpicos de Barcelona 1992 por tres deportistas masculinos que compitieron en atletismo.
El equipo olímpico nigerino no obtuvo ninguna medalla en estos Juegos.